# Serie A 2003-2004 (calcio femminile)
L'edizione 2003-2004 è stata la trentasettesima edizione del campionato italiano di Serie A femminile di calcio.
Il Foroni Verona ha conquistato lo scudetto per la seconda volta consecutiva, ma al termine del campionato ha rinunciato a iscriversi all'edizione successiva e si è sciolto. Anche il Bergamo R ha rinunciato a iscriversi, così che il Graphistudio Tavagnacco è stato riammesso in Serie A. È retrocesso in Serie A2 il Como 2000.
Il titolo di capocannoniere della Serie A è andato Chiara Gazzoli, autrice di 34 reti.

## Stagione

### Novità
Al termine stagione 2002-2003 il Valdarno e il Ludos Palermo sono stati retrocessi in Serie A2. Al loro posto sono state promosse la Vallassinese Holcim e la Reggiana, prime due classificate nella Serie A2 2002-2003.
A seguito della mancata iscrizione del Lucca 7, il numero di squadre è stato ridotto da 14 a 13.

### Formula
Le 13 squadre partecipanti si affrontano in un girone all'italiana con partite di andata e ritorno per un totale di 24 giornate.
La squadra campione d'Italia si qualifica alla UEFA Women's Cup 2004-2005.
Le ultime due classificate retrocedono in Serie A2.

## Squadre partecipanti
| Club                     | Stagione | Città           | Stadio                               | Stagione precedente  |
| ------------------------ | -------- | --------------- | ------------------------------------ | -------------------- |
| A.D. Decimum Lazio       | dettagli | Roma            | Stadio Tre Fontane                   | 2º posto in Serie A  |
| Agliana                  | dettagli | Agliana (PT)    | Stadio comunale G. Bellucci          | 7º posto in Serie A  |
| Bardolino Verona 83      | dettagli | Bardolino (VR)  | Stadio comunale Belvedere, Calmasino | 4º posto in Serie A  |
| Bergamo R                | dettagli | Bergamo         |                                      | 6º posto in Serie A  |
| Como 2000                | dettagli | Como            | Centro sportivo comunale Belvedere   | 10º posto in Serie A |
| Fiammamonza              | dettagli | Monza (MI)      | Stadio Gino Alfonso Sada             | 5º posto in Serie A  |
| Foroni Verona            | dettagli | Verona          |                                      | Campione d'Italia    |
| ACF Milan                | dettagli | Milano          |                                      | 8º posto in Serie A  |
| Reggiana                 | dettagli | Reggio Emilia   |                                      | 2º posto in Serie A2 |
| Letti Cosatto Tavagnacco | dettagli | Tavagnacco (UD) | Stadio comunale                      | 11º posto in Serie A |
| Torino                   | dettagli | Torino          |                                      | 9º posto in Serie A  |
| Torres Terra Sarda       | dettagli | Sassari         | Stadio Vanni Sanna, vari             | 3º posto in Serie A  |
| Vallassinese Holcim      | dettagli | Asso (CO)       |                                      | 1º posto in Serie A2 |

## Classifica finale
|  | Pos. | Squadra             | Pt | G  | V  | N | P  | GF | GS | DR  |
|  | ---- | ------------------- | -- | -- | -- | - | -- | -- | -- | --- |
|  | 1.   | Foroni Verona       | 63 | 24 | 20 | 3 | 1  | 85 | 17 | +68 |
|  | 2.   | Torres              | 57 | 24 | 17 | 6 | 1  | 67 | 17 | +50 |
|  | 3.   | ACF Milan           | 48 | 24 | 15 | 3 | 6  | 35 | 21 | +14 |
|  | 4.   | A.D. Decimum Lazio  | 42 | 24 | 12 | 6 | 6  | 50 | 33 | +27 |
|  | 5.   | Bergamo R           | 37 | 24 | 10 | 7 | 7  | 48 | 37 | +11 |
|  | 6.   | Fiamma Monza        | 31 | 24 | 8  | 7 | 9  | 31 | 33 | -2  |
|  | 7.   | Bardolino Verona 83 | 30 | 24 | 9  | 3 | 12 | 36 | 43 | -7  |
|  | 8.   | Agliana             | 27 | 24 | 8  | 3 | 13 | 22 | 40 | -18 |
|  | 9.   | Vallassinese Holcim | 26 | 24 | 7  | 5 | 12 | 21 | 35 | -14 |
|  | 10.  | Torino              | 24 | 24 | 7  | 3 | 14 | 29 | 55 | -16 |
|  | 11.  | Reggiana            | 20 | 24 | 5  | 5 | 14 | 32 | 63 | -31 |
|  | 12.  | Tavagnacco          | 18 | 24 | 3  | 9 | 12 | 24 | 45 | -21 |
|  | 13.  | Como 2000           | 12 | 24 | 2  | 6 | 16 | 23 | 64 | -41 |

Legenda:
      Campione d'Italia e ammessa alla UEFA Women's Cup 2004-2005.
      Ammessa alla UEFA Women's Cup 2004-2005.
      Retrocessa in Serie A2 2004-2005.
Note:
Tre punti a vittoria, uno a pareggio, zero a sconfitta.

## Risultati

### Calendario
| andata      | 1ª giornata              | ritorno     |
| 13 set 2003 |                          | 17 gen 2004 |
| 0-4         | Agliana-Foroni Verona    | 0-2         |
| 2-0         | Bardolino-Torino         | 4-0         |
| 1-1         | Bergamo-Lazio            | 1-1         |
| 3-1         | Milan-Reggiana           | 1-0         |
| 0-4         | Tavagnacco-Torres        | 0-0         |
| 1-0         | Vallassinese-Fiammamonza | 1-2         |
|             | Riposa: Como 2000        |             |

| andata      | 4ª giornata             | ritorno    |
| 11 ott 2003 |                         | 7 feb 2004 |
| 1-4         | Bardolino-Bergamo       | 0-1        |
| 1-1         | Fiammamonza-Tavagnacco  | 1-0        |
| 6-0         | Foroni Verona-Como 2000 | 2-0        |
| 1-0         | Lazio-Milan             | 0-2        |
| 2-1         | Torino-Agliana          | 4-0        |
| 3-0         | Torres-Reggiana         | 5-1        |
|             | Riposa: Vallassinese    |            |

| andata      | 7ª giornata             | ritorno    |
| 15 nov 2003 |                         | 6 mar 2004 |
| 1-0         | Agliana-Bergamo         | 1-1        |
| 2-0         | Como 2000-Torino        | 1-7        |
| 1-0         | Milan-Bardolino         | 1-0        |
| 2-1         | Reggiana-Fiammamonza    | 0-3        |
| 1-2         | Tavagnacco-Vallassinese | 0-0        |
| 2-2         | Torres-Lazio            | 3-1        |
|             | Riposa: Foroni Verona   |            |

| andata     | 10ª giornata          | ritorno    |
| 6 dic 2003 |                       | 3 apr 2004 |
| 0-1        | Agliana-Milan         | 0-2        |
| 0-5        | Bardolino-Torres      | 0-0        |
| 4-0        | Bergamo-Como 2000     | 4-1        |
| 0-1        | Fiammamonza-Lazio     | 0-1        |
| 0-4        | Torino-Foroni Verona  | 0-5        |
| 2-1        | Vallassinese-Reggiana | 1-3        |
|            | Riposa: Tavagnacco    |            |

| andata      | 13ª giornata          | ritorno    |
| 10 gen 2004 |                       | 8 mag 2004 |
| 0-1         | Como 2000-Milan       | 0-4        |
| 2-2         | Fiammamonza-Bardolino | 2-5        |
| 3-1         | Foroni Verona-Bergamo | 2-3        |
| 2-1         | Lazio-Vallassinese    | 0-3        |
| 2-1         | Reggiana-Tavagnacco   | 1-1        |
| 3-0         | Torres-Agliana        | 3-0        |
|             | Riposa: Torino        |            |

| andata      | 2ª giornata              | ritorno     |
| 20 set 2003 |                          | 24 gen 2004 |
| 1-1         | Fiammamonza-Bergamo      | 2-2         |
| 5-1         | Foroni Verona-Tavagnacco | 6-1         |
| 2-1         | Lazio-Agliana            | 0-1         |
| 0-5         | Reggiana-Como 2000       | 2-2         |
| 0-0         | Torino-Vallassinese      | 2-0         |
| 0-0         | Torres-Milan             | 1-1         |
|             | Riposa: Bardolino        |             |

| andata     | 5ª giornata            | ritorno     |
| 1 nov 2003 |                        | 21 feb 2004 |
| 1-0        | Agliana-Bardolino      | 1-3         |
| 5-0        | Bergamo-Vallassinese   | 0-1         |
| 1-1        | Como 2000-Lazio        | 0-2         |
| 0-1        | Milan-Fiammamonza      | 0-3         |
| 2-6        | Reggiana-Foroni Verona | 1-3         |
| 1-0        | Tavagnacco-Torino      | 1-2         |
|            | Riposa: Torres         |             |

| andata      | 8ª giornata         | ritorno     |
| 22 nov 2003 |                     | 20 mar 2004 |
| 4-1         | Bardolino-Como 2000 | 1-1         |
| 1-1         | Bergamo-Tavagnacco  | 3-2         |
| 1-5         | Fiammamonza-Torres  | 0-3         |
| 0-3         | Lazio-Foroni Verona | 1-5         |
| 0-0         | Torino-Reggiana     | 0-5         |
| 0-2         | Vallassinese-Milan  | 0-2         |
|             | Riposa: Agliana     |             |

| andata      | 11ª giornata            | ritorno     |
| 13 dic 2003 |                         | 17 apr 2004 |
| 0-4         | Como 2000-Agliana       | 2-3         |
| 7-0         | Foroni Verona-Bardolino | 2-1         |
| 10-0        | Lazio-Torino            | 2-1         |
| 2-0         | Milan-Tavagnacco        | 2-2         |
| 1-4         | Reggiana-Bergamo        | 3-3         |
| 2-0         | Torres-Vallassinese     | 2-0         |
|             | Riposa: Fiammamonza     |             |

| andata     | 3ª giornata            | ritorno     |
| 4 ott 2003 |                        | 31 gen 2004 |
| 0-1        | Agliana-Fiammamonza    | 0-5         |
| 2-1        | Bergamo-Torino         | 1-3         |
| 1-4        | Como 2000-Torres       | 1-6         |
| 0-4        | Milan-Foroni Verona    | 0-3         |
| 2-3        | Tavagnacco-Lazio       | 0-0         |
| 2-1        | Vallassinese-Bardolino | 1-2         |
|            | Riposa: Reggiana       |             |

| andata     | 6ª giornata           | ritorno     |
| 8 nov 2003 |                       | 28 feb 2004 |
| 2-4        | Bardolino-Tavagnacco  | 2-0         |
| 2-0        | Fiammamonza-Como 2000 | 0-0         |
| 3-2        | Foroni Verona-Torres  | 1-1         |
| 11-1       | Lazio-Reggiana        | 2-2         |
| 1-2        | Torino-Milan          | 1-4         |
| 1-2        | Vallassinese-Agliana  | 0-0         |
|            | Riposa: Bergamo       |             |

| andata      | 9ª giornata               | ritorno     |
| 29 nov 2003 |                           | 27 mar 2004 |
| 1-1         | Como 2000-Vallassinese    | 1-2         |
| 4-0         | Foroni Verona-Fiammamonza | 1-1         |
| 3-1         | Milan-Bergamo             | 1-2         |
| 1-2         | Reggiana-Bardolino        | 0-1         |
| 1-1         | Tavagnacco-Agliana        | 0-2         |
| 4-1         | Torres-Torino             | 2-1         |
|             | Riposa: Lazio             |             |

| andata      | 12ª giornata               | ritorno    |
| 13 dic 2003 |                            | 3 mag 2004 |
| 2-1         | Agliana-Reggiana           | 1-2        |
| 1-2         | Bardolino-Lazio            | 2-4        |
| 2-3         | Bergamo-Torres             | 1-4        |
| 1-1         | Tavagnacco-Como 2000       | 3-2        |
| 2-2         | Torino-Fiammamonza         | 1-0        |
| 1-3         | Vallassinese-Foroni Verona | 1-1        |
|             | Riposa: Milan              |            |

## Statistiche

### Classifica marcatori
| Gol | Rigori |  | Giocatore           | Squadra             |
| --- | ------ |  | ------------------- | ------------------- |
| 36  |        |  | Chiara Gazzoli      | Foroni Verona       |
| 26  |        |  | Merete Pedersen     | Torres              |
| 24  | 4      |  | Melania Gabbiadini  | Bergamo R           |
| 16  |        |  | Rita Guarino        | Torres              |
| 14  |        |  | Paola Brumana       | Foroni Verona       |
| 11  |        |  | Maria Ilaria Pasqui | Lazio               |
| 11  |        |  | Maddalena Gozzi     | Foroni Verona       |
| 9   |        |  | Veronica Tardelli   | Foroni Verona       |
| 9   |        |  | Valentina Boni      | Lazio               |
| 9   |        |  | Patrizia Panico     | Milan               |
| 9   |        |  | Roberta Ulivi       | Milan               |
| 9   |        |  | Simona Sodini       | Torino              |
| 8   |        |  | Michela Greco       | Fiammamonza         |
| 8   |        |  | Erica Croce         | Milan               |
| 8   |        |  | Fortuna Illiano     | Milan               |
| 8   |        |  | Fabiana Costi       | Reggiana            |
| 8   |        |  | Cristina Prandi     | Reggiana            |
| 7   |        |  | Venusia Paliotti    | Bergamo R           |
| 7   |        |  | Moira Placchi       | Foroni Verona       |
| 7   |        |  | Elide Panico        | ???                 |
| 7   |        |  | Giovanna Bruno      | Vallassinese Holcim |
| 6   |        |  | Teresina Marsico    | Bergamo R           |
| 6   |        |  | Giulia Nasuti       | Reggiana            |